# Oxytropis thaumasio-morpha
Oxytropis thaumasio-morpha là một loài thực vật có hoa trong họ Đậu. Loài này được Rech.f. miêu tả khoa học đầu tiên.